# بهترین تابستان من
بهترین تابستان من یک مجموعهٔ تلویزیونی ایرانی به کارگردانی «علی بهادر» است که در سال ۱۳۷۵ تولید و از شبکه ۱ سیمای جمهوری اسلامی ایران پخش گردید.

## خلاصه داستان
این مجموعه تلویزیونی دربارهٔ یک نوجوان پرشور یزدی به نام «سعید» است که بهترین تابستان زندگی‌اش را در پشت جبهه‌های جنگ می‌گذراند.

## بازیگران و عوامل تولید

### بازیگران
- علیرضا اسحاقی
- سید جواد هاشمی
- حسین خانی‌بیک
- فاطمه طاهری
- شاپور بخشایی
- علی صادقی
- مهدی صباغی
- اسرافیل علمداری
- علی جلیلی‌باله
- محمد الهی
- داریوش یاری
- سیروس اعوانی
- محسن پناهی
- حسن روستایی
- امیر محاسبتین
- پروین پویا
- محسن خرمدره
- مونا نادرخانی
- سعید چاوشیان
- محسن جهانبانی
- سعید مترصد
- سیدعلی اکبر پیغمبری
- امیر خانی
- محمدرضا بحری
- حمید لک
- مرتضی کوراغلی
- داود عابدینی
- رسول نقوی
- شهاب حسین‌زاده
- حسین فرزانه
- محمدرضا غیاث‌آبادی
- حمید رضایی
- بهزاد خداپرست
- غلامرضا عترانی
- نسرین نکیسا
- محمدرضا عروجی
- مهناز چنگی
- علی‌اکبر یاوری
- افشین گورجه‌ای
- حمیدرضا فدوی
- محمد قلباربند
- امیر جوکار
- خسرو کشاورز
- رسول آذرسرا
- علی افشاری
- داود زارع
- ایرج صادقی
- محمد توکلی
- امیررضا شجریان
- ایمان احمدزاده

### عوامل تولید
- کارگردان: علی بهادر
- دستیار کارگردان و برنامه‌ریز: سعید مترصد
- تهیه‌کننده: حمیدرضا عاملی ساوجی
- فیلمنامه: علیرضا اسحاقی
- مدیر تصویربرداری: مسعود کرانی
- دستیاران تصویربردار: محمد ریوندی، امید مرادی، حسن جاوید
- تدوین: غلامرضا خصوعی
- صدابردار و ترکیب صداها: بهروز عابدینی
- صداگذاری: اصغر نظامدوست
- چهره پردازان: نوید فرح‌مرزی، بی‌بی‌معصومه میرطالبی
- طرح و اجرای صحنه: محمدرضا شجاعی، حمیدرضا افشانی، علی عظیمی، مرتضی قندی
- موسیقی: فریبرز لاچینی
- دستیار آهنگساز: مرتضی شفیعی
- جلوه‌های ویژه: رضا رستگار
- مدیر تدارکات: اسماعیل مرزبان
- منشی صحنه: علی وفا، ذبیح‌الله صمدی
- مدیر دوبلاژ: امیرهوشنگ زند
- ناظر مالی: رضا هادیان
- مدیر تولید: بهروز شکوری
- تعداد قسمت‌ها: ۸ قسمت
- مدت زمان: ۳۶۰ دقیقه
- محصول: گروه جنگ شبکه ۱ سیمای جمهوری اسلامی ایران
- سال تولید: ۱۳۷۵